# 小倉藩
小倉藩（日语：／ Kokura han */?）是日本江戶時代豐前國的一個藩屬領地。藩廳位於小倉城（今福岡縣北九州市小倉北區。幕末至明治時代期間曾被稱為香春藩及豐津藩。

## 歷史
關原之戰後，原本小倉城的城主毛利勝信支持西軍，被德川家沒收領地。家康任命了細川忠興統治此領地。石高39萬。1632年因加藤忠廣被改易的關係，當時藩主細川忠興移封到熊本藩，加增至54萬石。
後來由小笠原忠真增補空缺，石高15萬石。此外忠真的兄弟被分封附近的領地。1667年2代藩主忠雄繼承後，其弟忠真同時成為了支藩千束藩藩主。
4代忠總設立了文武教練場思永齋，後來成為藩校思永館。
幕未，小倉城被燒毀，移居到香春一帶改名為香春藩。其後移到豐津（今京都郡苅田町）。1871年廢藩置縣的關係，一度短暫成為豐津縣，但後來與周邊區域合併為小倉縣，1876年被併入福岡縣。

## 歷代藩主

### 細川家
- 外樣，39萬石。

1. 忠興（1602年-1620年）
2. 忠利（1620年-1632年）

### 小笠原家
- 譜代15萬石。

1. 忠真（1632年-1667年）
2. 忠雄（1667年-1725年）
3. 忠基（1725年-1752年）
4. 忠總（1752年-1790年）
5. 忠苗（1791年-1804年）
6. 忠固（1804年-1843年）
7. 忠徴（1843年-1856年）
8. 忠嘉（1856年-1860年）
9. 忠幹（1860年-1865年）
10. 忠忱（1865年-1871年）

## 千束藩
千束藩又名為小倉新田藩。1667年2代藩主忠雄就任後所設立。領內為1萬石。幕末時改名為千束藩。

### 歷代藩主
- 小笠原家

譜代　1萬石
1. 真方（1671年-1709年）
2. 貞通（1709年-1747年）
3. 貞顯（1747年-1782年）
4. 貞溫（1782年-1822年）
5. 貞哲（1822年-1843年）
6. 貞謙（1843年-1851年）
7. 貞嘉（1851年-1854年）
8. 貞寧（1854年-1856年）
9. 貞正（1856年-1871年）